# Elizabeth McCausland
Elizabeth McCausland (Wichita, 16 de abril de 1899-Nueva York, 14 de mayo de 1965) fue una crítica de arte, historiadora y escritora estadounidense.

## Trayectoria
Unos años después de graduarse en el Smith College, donde se licenció en 1920 y obtuvo un Master en 1922, comenzó a trabajar para los periódicos Springfield Sunday Union y The Springfield Republican, ambos con sede en Springfield, Massachusetts. Se involucró profundamente en el caso Sacco-Vanzetti y finalmente compiló una serie de artículos en un folleto llamado The Blue Menace.
Dio clase en el Barnard College (1956), el New School for Social Research (1946), el Design Laboratory (1939) y el Sarah Lawrence College, donde enseñó Historia del arte de 1942 a 1944. Trabajó en estrecha colaboración con la fotógrafa Berenice Abbott, su pareja, en la publicación de su serie Changing New York en 1939. El proyecto fue patrocinado por el Federal Art Project y McCausland escribió el texto que acompañaba a las fotografías de Abbott.
Gran parte de su interés en la erudición artística estaba enraizado en las aspiraciones hacia la democracia y la justicia social. A partir de mediados de la década de 1930, trabajó como crítica de arte y escritora independiente, contribuyendo con Parnassas, The New Republic y Magazine of Art. Escribiendo principalmente sobre la pintura y la fotografía del Realismo Social, la reacción de McCausland ante el giro del mundo del arte hacia la abstracción en la década de 1950 fue sombría, afirmando que sentía que "era la huida del artista de la realidad y de la responsabilidad". Sus sentimientos se suavizaron un poco en años posteriores, y escribió que en su compromiso holístico con los aspectos sociales del arte, sentía que había descuidado sus propios aspectos emocionales y poéticos.
McCausland escribió Work for Artists en 1947, que describe las condiciones de vida y la situación económica del artista estadounidense. También es autora de obras sobre artistas individuales, como Marsden Hartley, Alfred Maurer, Edward Lamson Henry, Charles W. Hawthorne y George Inness. Otros libros fueron: Careers in the Arts, Fine and Applied (1950) y Art Professions in the United States. También escribió poesía y diseñó publicaciones de edición limitada que imprimió en su prensa privada.
En 1939, organizó la exposición retrospectiva Lewis Hine en el Riverside Museum. Otras exposiciones de las que fue responsable fueron The World of Today (Berkshire Museum, 1939), una exposición de serigrafías de seda para el Springfield Museum of Fine Arts y el New York State Museum (1940), y Photography Today (A.C.A. Gallery, 1944). En 1943, recibió una beca Guggenheim por su estudio de "la situación del artista en América desde la época colonial hasta la actualidad, con especial atención a la relación entre arte y mecenazgo".
En 1944, fue nombrada miembro del Comité Asesor del Departamento de Fotografía del Museum of Modern Art (MoMA). En 1950, trabajó como consultora especial en la Galería Corcoran para una exposición de la Procesión Americana y fue editora del libro que la acompañaba. La extensa investigación de McCausland se centró particularmente en E. L. Henry, Lewis Hine, George Inness y Alfred Maurer. Pasó los últimos quince años de su vida investigando al pintor Marsden Hartley.

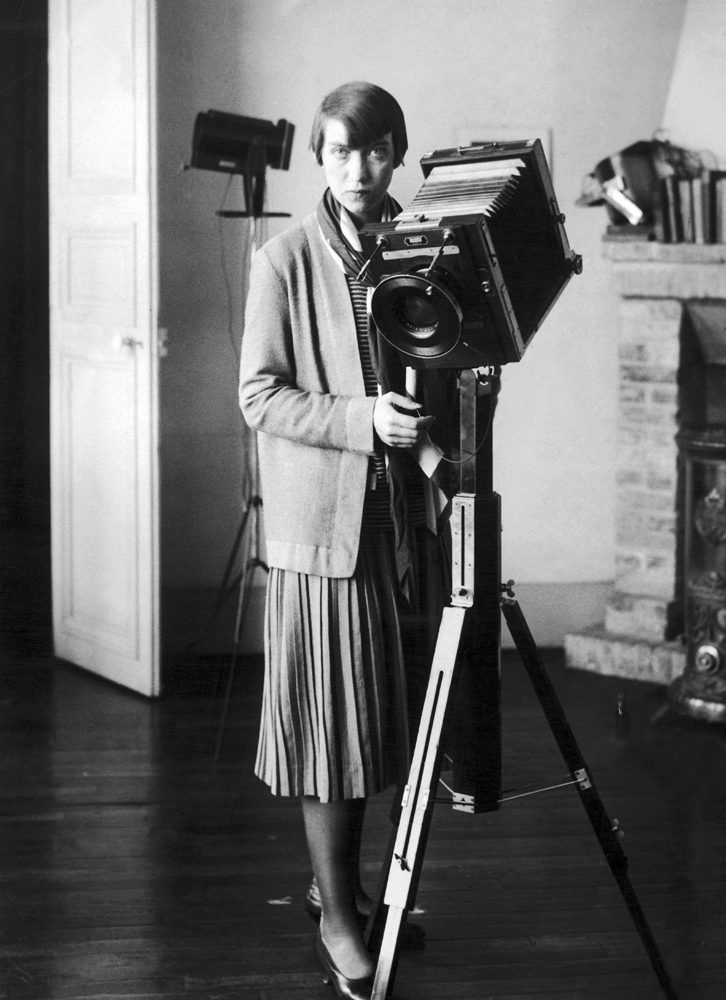
Berenice Abbott, años 1930.

## Vida personal
McCausland se mudó a la ciudad de Nueva York en 1935 y murió allí el 14 de mayo de 1965. Durante este período, vivió con su compañera sentimental Berenice Abbott en 50 Commerce Street, Manhattan. Después de la muerte de McCausland, Abbott se mudó a Maine donde murió en 1991. McCausland está enterrada en el cementerio de Maple Grove, Wichita.
Durante su vida, también mantuvo correspondencia con Arthur Garfield Dove y Alfred Stieglitz, de quien era una buena amiga.

## Legado
Los trabajos de investigación de McCausland se encuentran en los archivos de arte estadounidense del Instituto Smithsoniano.